# Никонов, Сергей Павлович
Сергей Павлович Никонов (1867 — после 1920) — русский правовед и юрист, профессор.

## Биография
Родился 2 (14) декабря 1867 года в Уржуме.
Учился в Вятской гимназии до V класса, затем — в 3-й казанской гимназии, которую окончил в 1886 году с золотой медалью. В 1890 году с дипломом 1-й степени и медалью за сочинение «Поручительство как обеспечение обязательств» окончил юридический факультет Казанского университета и был оставлен на кафедре гражданского права для приготовления к профессорскому званию. В 1891 году был отправлен на три года для усовершенствования в науках в Берлинский университет, в существовавший там юридический семинарий по римскому праву. Кроме занятий в семинарии слушал лекции в университете. В 1894 году напечатал в Берлине на немецком языке реферат из исследований казанского правоведа Н. А. Кремлева, которая заставила зарубежных правоведов признать выводы того справедливыми.
С 1895 года преподавал в Демидовском юридическом лицее в качестве приват-доцента кафедры гражданского права. В 1901 году защитил магистерскую диссертацию «Секвестрация в Гражданском праве» и был назначен исправляющим должность экстраординарного профессора. 
В 1903 году был утверждён в должности экстраординарного профессора кафедры истории римского права Харьковского университета.
В 1909 году, после защиты докторской диссертации «Actio spolii», перешёл в Новороссийский университет — ординарный профессор кафедры гражданского права и гражданского судопроизводства.
С 1912 года читал лекции в Петербургском (Петроградском) университете на кафедре торгового права и судопроизводства.
В 1917—1920 годах был профессором торгового права Томского университета. В 1918 году был членом Сибирской областной думы от Томского университета.
В 1920-х годах — профессор гражданского права в Дальневосточном университете.